# Capsule articulaire
Une capsule articulaire est une enveloppe entourant une jointure synoviale. Elle s'insère à proximité des surfaces articulaires cartilagineuses des pièces osseuses de l'articulation.
Elle est composée de deux couches : une couche fibreuse externe et une membrane synoviale interne.

## Membrane fibreuse
La membrane fibreuse forme un manchon de tissu conjonctif dense qui est attaché sur toutes les circonférences des surfaces articulaires des os de l'articulation.
La couche externe est fortement innervée par les mêmes nerfs que les muscles adjacents associés à l'articulation.

## Membrane synoviale
La face profonde de la membrane fibreuse est recouverte d'une couche mince : la membrane synoviale ou synoviale articulaire.

## Aspect clinique
Les capsules articulaires sont sujet à des phénomènes inflammatoires comme dans la capsulite rétractile de l'épaule.